# Alazejská pahorkatina
Alazejská pahorkatina (rusky Алазейское плоскогорье, jakutsky Алаһыай хаптал хайалаах сир) je horský masív v Republice Sacha, mezi řekami Indigirka, Kolyma, Alazeja a Ožogina. Pahorkatina má téměř 300 km na délku.
Leží severovýchodně od Momského hřbetu a jihozápadně od Kolymské nížiny. Průměrná výška činí 350 m n. m. a maximální se nachází 954 m nad hladinou moře. Alazejská pahorkatina je tvořena z prekambrické ruly a paleozoických (prvohorních) a mezozoických (druhohorních) sedimentárních a vulkanických hornin. Na území pahorkatiny pramení mnoho řek, například Alazeja či Seděděma.
V níže položených částech pahorkatiny (výška do 450 m) rostou modříny, sibiřské borovice, vrby, topoly a v zóně nad 600 m n. m. se nachází horské tundra.